# Хроніка з літописців стародавніх
«Хроніка літописців стародавніх» Феодосія Софоновича — одне з визначних джерел та пам'яток української історіографії другої половини XVII ст. Історичні умови, в яких створювався твір, були складні та суперечливі.

## Списки та редакції «Кройніки»
1) Погодінський список був у «Древнехранилищі» відомого історика М. П. Погодіна, яке у липні 1852 р. перейшло до Імператорської Публічної бібліотеки (нині Державна Публічна бібліотека ім. М. Є. Салтикова-Щедріна у Санкт-Петербурзі. До М. П. Погодіна рукопис потрапив від археографа П. М. Строєва.
2) Вестероський список — у рукописному збірнику АД бібліотеки гімназії м. Вестерос у Швеції (зібрання Й. Г. Спарвенфельда). Й. Г. Спарвенфельд — шведський вчений, у 1684–1687 рр. перебував у складі шведського посольства в Росії.
3) Толстовський список входить до складу збірника, який перебував у зібранні графа Ф. А. Толстого під номером 236. Раніше він зберігався у бібліотеці князя Д. М. Голіцина у с. Архангельському, про що свідчить запис на аркуші рукопису: «Ex bibliotheka Arcangelina»
4. Києво-Софійський список, який зберігали в бібліотеці однойменного собору, а нині знаходиться в ЦНБ, становить собою копію кодексу АД, створену на початку XIX ст. для графа М. П. Рум'янцева, яка потім перейшла у власність до митрополита Євгенія.
5. Список О. М. Рогозинського, скопійований істориком з попереднього на початку XX ст., зберігали в Інституті історії України АН України.
6. Список Ліндберга — це переклад шведською мовою деяких розділів Вестероського списку «Кройніки о Русі». Переклад здійснив у першій половині XVIII ст. вчитель Ліндберг за розпорядженням єпископа Вестероса Бенцельштерна. Потім список було передано канцелярському раднику І. фон Енгельштрему, який після відповідного дослідження хотів зробити доповідь про «Кройніку о Русі» в Королівській академії красного письменства, історії та старожитностей.
7. Список, що належав вологодському поміщику П. М. Зубову. Про цей список нічого невідомо, очевидно, не зберегли.
8. Редакція «Кройніки о Русі» П. Кохановського зберігають у складі «Обширного синопсису руського». Раніше рукописний збірник був у зібранні Ф. А. Толстого й відомий ще під назвою «Толстовський № 157». До Ф. А. Толстого він потрапив з бібліотеки Д. М. Голіцина.